# Мойсеевичи
Мойсеевичи (бел. Майсеевічы) — деревня в Осовецком сельсовете Мозырского района Гомельской области Республики Беларусь.

## География

### Расположение
В 6 км на юг от Петрикова, 19 км от железнодорожной станции Муляровка (на линии Лунинец — Калинковичи), 196 км от Гомеля, 61 км от Мозырь.

### Гидрография
На севере озеро Глухарка, на западе река Уборть (приток реки Припять).

## Транспортная сеть
Транспортные связи по просёлочной, затем по автодорогам, которые отходят от Петрикова. Планировка состоит из 3 коротких улиц, близких к широтной ориентации, пересекаемых 2 меридиональными улицами. Застройка деревянная, плотная, усадебного типа.

## История
По письменным источникам известна с XVI века как деревня Мостевичи в Мозырском повете Минского воеводства Великого княжества Литовского. После 2-го раздела Речи Посполитой (1793 год) в составе Российской империи, в Мозырском уезде Минской губернии. В 1811 году владение помещика. Согласно переписи 1897 года действовали часовня, постоялый двор. В 1897 году построена деревянная церковь. В 1914 году открыта школа, которая размещалась в наёмном крестьянском доме. В 1917 году в Петриковской волости.
В 1931 году организован колхоз. Во время Великой Отечественной войны в январе 1942 года оккупанты полностью сожгли деревню и убили 15 жителей. 50 жителей погибли на фронте. Согласно переписи 1959 года в составе совхоза «Петриковский» (центр — город Петриков). Работал фельдшерско-акушерский пункт.
До 1 июня 2021 года входила в состав Петриковского района. Указом Президента Республики Беларусь от 5 апреля 2021 года № 136 «Об административно-территориальном устройстве Витебской, Гомельской и Могилёвской областей» с 1 июня 2021 года деревня Мойсеевичи включена в состав Мозырского района.

## Население

### Численность
- 2022 год — 26 жителей.

### Динамика
- 1811 год — 26 дворов.
- 1897 год — 33 двора (согласно переписи).
- 1917 год — 207 жителей.
- 1925 год — 76 дворов.
- 1940 год — 145 дворов, 507 жителей.
- 1959 год — 518 жителей (согласно переписи).
- 2004 год — 80 хозяйств, 115 жителей.
- 2022 год — 26 жителей.